# Французская почта на острове Крит
Французская почта на острове Крит — почтовые отделения Франции, учреждённые на Крите в числе других иностранных отделений в 1900-х годах, после установления автономии острова в составе Османской империи и до его присоединения к Греции в 1913 году. Французская почта существовала на Крите в 1897—1914 годах.

## Развитие почты
В конце 1897 года началась оккупация острова Крит международными военными силами, включая Францию. Французские почтовые отделения начали свою работу на Крите в том же 1897 году, после их открытия в городах Ретимнон, Ханья, Сития, Иерапетра, Ираклион и Айос-Николаос. Для почтовых нужд здесь употреблялись французские марки, которые гасились круглыми штемпелями с названием соответствующего города. По другим, противоречивым, сведениям, до 1900 года на территории Крита, подконтрольной Франции, использовались марки Османской империи с надпечаткой названия острова для почтового обслуживания собственных войск и гражданского населения.
Французские войска покинули Крит в 1909 году, но почтовые отделения Франции продолжали действовать на Крите до 1914 года. Их закрытие состоялось 30 октября 1914 года.

## Выпуски почтовых марок
Для своих отделений на Крите Франция эмитировала особые почтовые марки. Первая их серия, выходившая в 1902—1903 годах, включала 15 номиналов — от 1 сантима до 5 франков. Рисунки этих марок соответствовали таковым на французских марках 1900 года выпуска, но на них имелась надпись «Crète» («Крит»).
Однако марки с номиналами во французской валюте не могли полностью удовлетворить потребности французских отделений в знаках почтовой оплаты, поскольку на острове в хождении по-прежнему была местная валюта — турецкий пиастр. В связи с этим в 1903 году почтовые отделения Франции надпечатали марки пяти самых больших номиналов из первой серии, заменив их на новые значения — от 1 до 20 пиастров.
Всего, по данным Л. Л. Лепешинского, было выпущено 20 почтовых марок. В каталоге «Скотт» указано то же самое количество марок.